# Pleurarius brachyphyllus
Pleurarius brachyphyllus es una especie de coleóptero de la familia Passalidae.

## Distribución geográfica
Habita en la India.